# Mtwara Urban (huyện)
Mtwara Urban là một huyện thuộc vùng Mtwara, Tanzania. Thủ phủ của huyện Mtwara Urban đóng tại Mtwara. Huyện Mtwara Urban có diện tích 163 ki lô mét vuông. Đến thời điểm điều tra dân số ngày 25 tháng 8 năm 2002, huyện Mtwara Urban có dân số 92156 người.